# マドゥリ・ディークシット
マドゥリ・ディークシット（ヒンディー語: , 英語: Madhuri Dixit 1967年5月15日 - ）は、インド出身の女優。

## 主な出演作品
- Abodh (1984年)
- Tezaab (1988年)
- Tridev (1989年)
- Ram Lakhan (1989年)
- 鳥 Parinda (1989年)
- 心 Dil / दिल (1990年)
- サージャン/愛しい人 Saajan (1991年)
- シックス・センス・オブ・レディ 100 Days (1991年)
- Beta (1992年)
- Hum Aapke Hain Koun..! (1994年)
- アシュラ Anjaam (1994年)
- Raja (1995年)
- Yaraana (1995年)
- KOYLA（コイラ）～愛と復讐の炎～ Koyla (1997年)
- Dil To Pagal Hai (1998年)
- Lajja (2001年)
- Hum Tumhare Hain Sanam
- デーヴダース Devdas / देवदास (2002年)
- Aaja Nachle (2007年)[1]
- 若さは向こう見ず Yeh Jawaani Hai Deewani (2013年)
- Gulaab Gang (2014年)[2]